# Conostigmus formiceti
Conostigmus formiceti is een vliesvleugelig insect uit de familie van de Megaspilidae. De wetenschappelijke naam van de soort is voor het eerst geldig gepubliceerd in 1844 door Erichson.